# Fermilab
El Laboratori Nacional Fermi és un laboratori de física d'altes energies, anomenat així en honor del físic Enrico Fermi, pioner en física de partícules; es troba localitzat 50 quilòmetres a l'oest de Chicago. Al Fermilab, hi ha instal·lat el segon accelerador de partícules més potent del món (el primer és el Gran Col·lisionador d'Hadrons (LHC)), el Tevatró, on el quark cim va ser descobert el 1995 per les col·laboracions CDF i D0.
El Fermilab, originàriament anomenat National Accelerator Laboratory, fou encarregat per la Comissió d'Energia Atòmica dels EUA, sota un projecte de llei firmat pel president Lyndon B. Johnson el 21 de novembre de 1967.
L'11 de maig de 1971, el laboratori rebé el seu nom actual en homenatge a Enrico Fermi, guanyador del Premi Nobel el 1938 i un dels físics pioners de l'era atòmica.
Dos components molt importants del model actual de partícules foren descoberts al Fermilab: el quark fons (maig-juny de 1977), i el quark cim (febrer 1995). El juliol del 2000, els investigadors del Fermilab anunciaren la primera observació directa del neutrí tauònic, l'última partícula fonamental en ser observada. Omplint el buit final en el model actual, el neutrí tauònic establí el primer pas per a nous descobriments i un nou model de física amb la inauguració del Collider Run II del tevatró el març de 2001.
Fins al 10 de setembre de 2008, data en la qual es va inaugurar el LHC, el Tevatró, de 4 milles de circumferència i originalment anomenat Doubler d'energia quan va començar les seves funcions el 1983, fou l'accelerador més gran de partícules d'alta energia del món. Els seus 1000 imants superconductors són refredats amb heli líquid a -268 °C. El seu sistema de refrigeració era el més gran de la història el 1983.

## Directors del Fermilab
- Robert R. Wilson (1967-1978)
- Leon Max Lederman (1978-1989)
- John Peoples (1989-1999)
- Michael S. Witherell (1999-2005)
- Pier J. Oddone (2005-2013)
- Nigel Lockyer (2013-)[1]